# Mustard Plug
Mustard Plug est un groupe de ska punk américain, originaire de Grand Rapids, dans l’État du Michigan. En 2017, le groupe compte au total sept albums, dont un best-of. Le groupe est formé de six membres : Dave Kirchgessner (chants), Brandon Jenison (trompette), Jim Hofer (trombone), Nate Cohn (batterie), Colin Clive (guitare,chants) et Rick Johnson (basse).

## Biographie
Le groupe est formé en 1991 à l'initiative de Colin et Dave après un concert de Special Beat. Il n'existait virtuellement aucune scène ska à Grand Rapids à cette période ; Mustard Plug développera donc un style unique. Brandon Jenison explique lors d'un entretien que leur nom vient « d'un gars qui voulait que le groupe lui amène un sandwich et ce truc qui faisait partie du tube de moutarde était une bonne idée pour un nom. »
En 2002, Mustard Plug publie l'album Yellow #5. En 2005, Mustard Plug sort le best-of Masterpieces: 1991–2002. Mustard Plug était membre du label Hopeless Records pendant quelque temps. Le groupe célèbre son vingtième anniversaire en 2011, avec une tournée nationale. En août 2013, Mustard Plug utilise Kickstarter afin de collecter des fonds pour un nouvel album prévu pour le 14 janvier 2014. La couverture est réalisée par Jeff Rosenstock des Bomb the Music Industry.
En mai 2017, le groupe joue au Pouzza Fest à Montréal, au Québec.

## Membres

### Membres actuels
- Dave Kirchgessner - chant (depuis 1991)
- Colin Clive - guitare, chant (depuis 1991)
- Rick Johnson - basse, claviers (depuis 2004)
- Nathan Cohn - batterie (depuis 2005)
- Brandon Jenison - trompette, chœurs (depuis 1994)
- Jim Hofer - trombone (depuis 1994)

### Anciens membres
- Anthony Vilchez - basse (1991–1994)
- Craig DeYoung - basse (1994–2001), saxophone alto (1992–1994)
- Matt Van - basse (2001–2004)
- Mike McKendrick - batterie (1991–1993)
- Nick Varano - batterie (1993–1999)
- Brad Rozier - batterie (1999–2004)
- John Massel - batterie (2004-2005)
- Bob Engelsman - trombone (1992–1994)
- Bleu VanDyke - trombone (1995–1998)
- Mark Petz - saxophone ténor (1996–1998)
- Kevin Dixon - saxophone ténor (1996–1998)